# Marek Tucznio
Marek Tucznio (ur. 28 marca 1968) – polski skoczek narciarski, a następnie sędzia tej dyscypliny sportu. Medalista zimowej uniwersjady (1993) i mistrzostw Polski.

## Życiorys
Tucznio w latach 1987–1992 wystąpił w kilkunastu konkursach Pucharu Europy, jednak ani razu nie zdobył punktów do klasyfikacji generalnej tego cyklu. Najwyżej, na 20. pozycji, uplasował się 8 lutego 1987 na skoczni w Mátraházie.
10 lutego 1993, wspólnie z Jarosławem Mądrym, Bartłomiejem Gąsienicą-Sieczką i Stanisławem Ustupskim, zdobył brązowy medal w konkursie drużynowym na Zimowej Uniwersjadzie 1993 rozgrywanej w Zakopanem. Reprezentujący wówczas katowicki AWF Tucznio wystartował w tej rywalizacji mimo kontuzji barku, gdyż jego brak uniemożliwiłby polskiemu zespołowi udział w tych zmaganiach. Start ten był jednocześnie jego ostatnim w karierze w oficjalnych zawodach międzynarodowych.
Na arenie krajowej stawał na podium Ogólnopolskiej Spartakiady Młodzieży. Z klubem LKS Skrzyczne Szczyrk dwukrotnie zdobywał brązowe medale konkursów drużynowych na skoczni normalnej w ramach mistrzostw Polski – w 1991 (w składzie zespołu znaleźli się także Wacław Przybyła, Andrzej Malik i Alojzy Moskal) oraz 1992 (w składzie, oprócz Tucznio, byli również Dariusz Kubaszek, Wacław Przybyła i Alojzy Moskal).
Po zakończeniu kariery zawodniczej i ukończeniu studiów został sędzią skoków narciarskich, stając się wówczas jednym z najmłodszych na świecie arbitrów w tym sporcie. Oceniał zawodników między innymi podczas zawodów Pucharu Świata, czy mistrzostw świata juniorów. Podczas Zimowego Olimpijskiego Festiwalu Młodzieży Europy 2009 składał przysięgę olimpijską w imieniu wszystkich uczestniczących w tej imprezie sędziów.
Jest nauczycielem wychowania fizycznego, a także ratownikiem GOPR-u (w ramach Grupy Beskidzkiej tej organizacji).